# Епархия Полистилуса

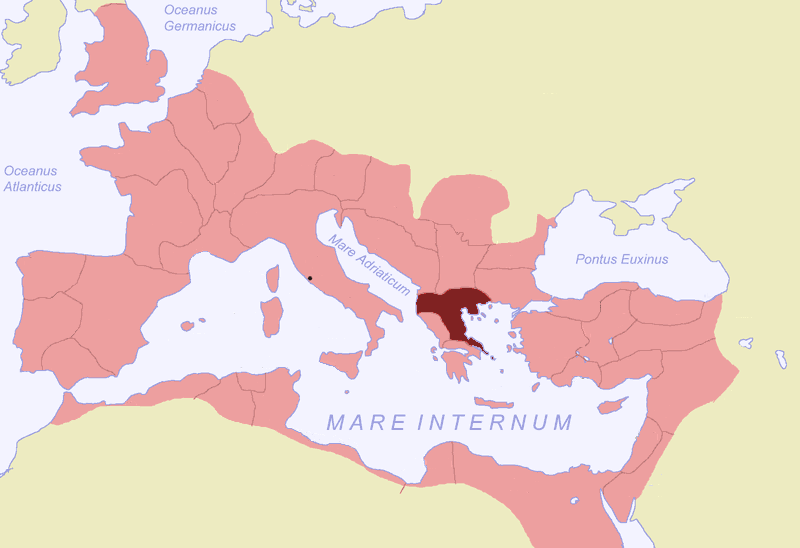
Карта римской провинции Македония

Епархия Полистилуса (лат. Dioecesis Polystyliensis) — титулярная епархия Римско-Католической церкви.

## История
Античный город Полистилус, идентифицируемый сегодня с археологическими раскопками древнегреческого города Абдеры, находился в римской провинции Македония диоцеза Македонии. Епархия Полистилуса была основана в IX веке в городе Полистилус, возникшем на руинах города древнегреческого Абдеры. В первом половине XIV века город Полистилус был разрушен землетрясением и епархия прекратила своё существование.
Епархия Полистилуса входила в Филиппийскую митрополию. Известен единственный епископ Полистилуса под именем Димитрий, который принял участие в Четвёртом Константинопольском соборе 879 года.
С 1915 года епархия Полистилуса является титулярной епархией Римско-Католической церкви. Одновременно с епархий Полистилуса существовала титулярная епархия Абдеры, которая была упразднена в 1931 году.

## Греческие епископы
- епископ Димитрий (упоминается в 879 году).

## Титулярные епископы
- епископ Antonius Mönch (1.07.1915 — 15.02.1935);
- епископ Philip Côté S.J.[1] (18.06.1935 — 11.04.1946) — назначен епископом Сюйчжоу;
- епископ Луи Огюст Шорен M.E.P. (10.07.1947 — 29.04.1965);
  - вакансия с 1965 года.

## Источник
- Annuario Pontificio, Libreria Editrice Vaticana, Città del Vaticano, 2003, стр. 878, ISBN 88-209-7422-3